# Église Saint-Vincent de Marcillac
Pour les articles homonymes, voir Église Saint-Vincent.
L'église Saint-Vincent est une église catholique  située dans la commune de Marcillac, dans le département de la Gironde, en France.

## Localisation
L'église se trouve au centre du village, à proximité de la mairie.

## Historique et description
L'église est dédiée à saint Vincent. À nef unique et à chevet plat surmonté d'un clocher carré, elle a subi un certain nombre de modifications au fil des siècles. La première église du XIIe siècle est remaniée au XIIIe siècle. Au XVIIe siècle, un bas-côté est ajouté sur le flanc sud de la nef et une chapelle rectangulaire avec absidiole à quatre pans coupés est construite au nord.
| - Le portail |

La façade occidentale présente un portail roman à quatre voussures prises dans un avant-corps.
De chaque côté, une frise constituée de griffons affrontés et d'entrelacs poursuit la ligne des chapiteaux du portail.
Le portail a été classé au titre des monuments historiques par arrêté du 1er décembre 1908 ; le clocher est inscrit en 1925 et l'église en totalité en 2004.

Les ébrasures du portail
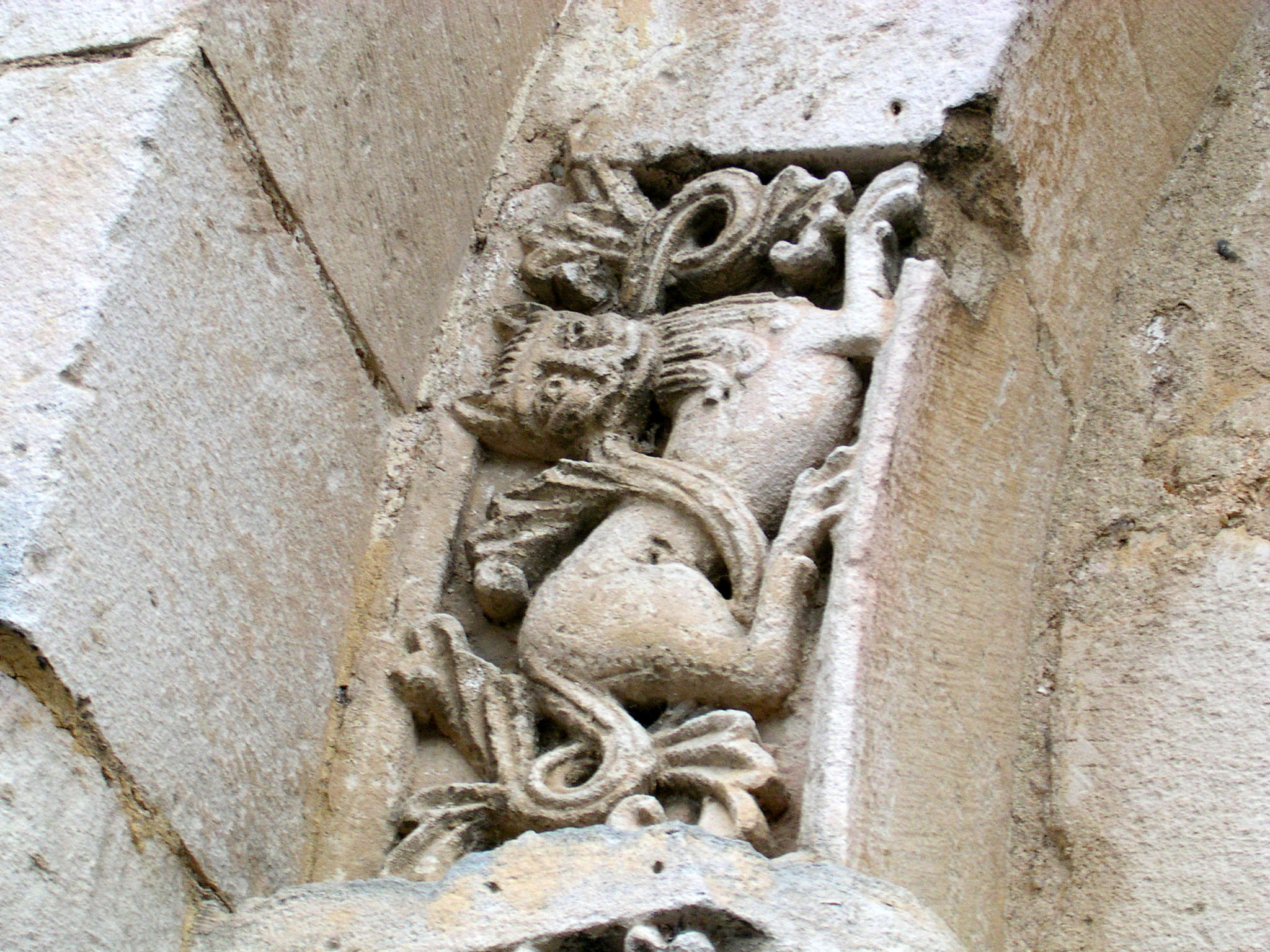
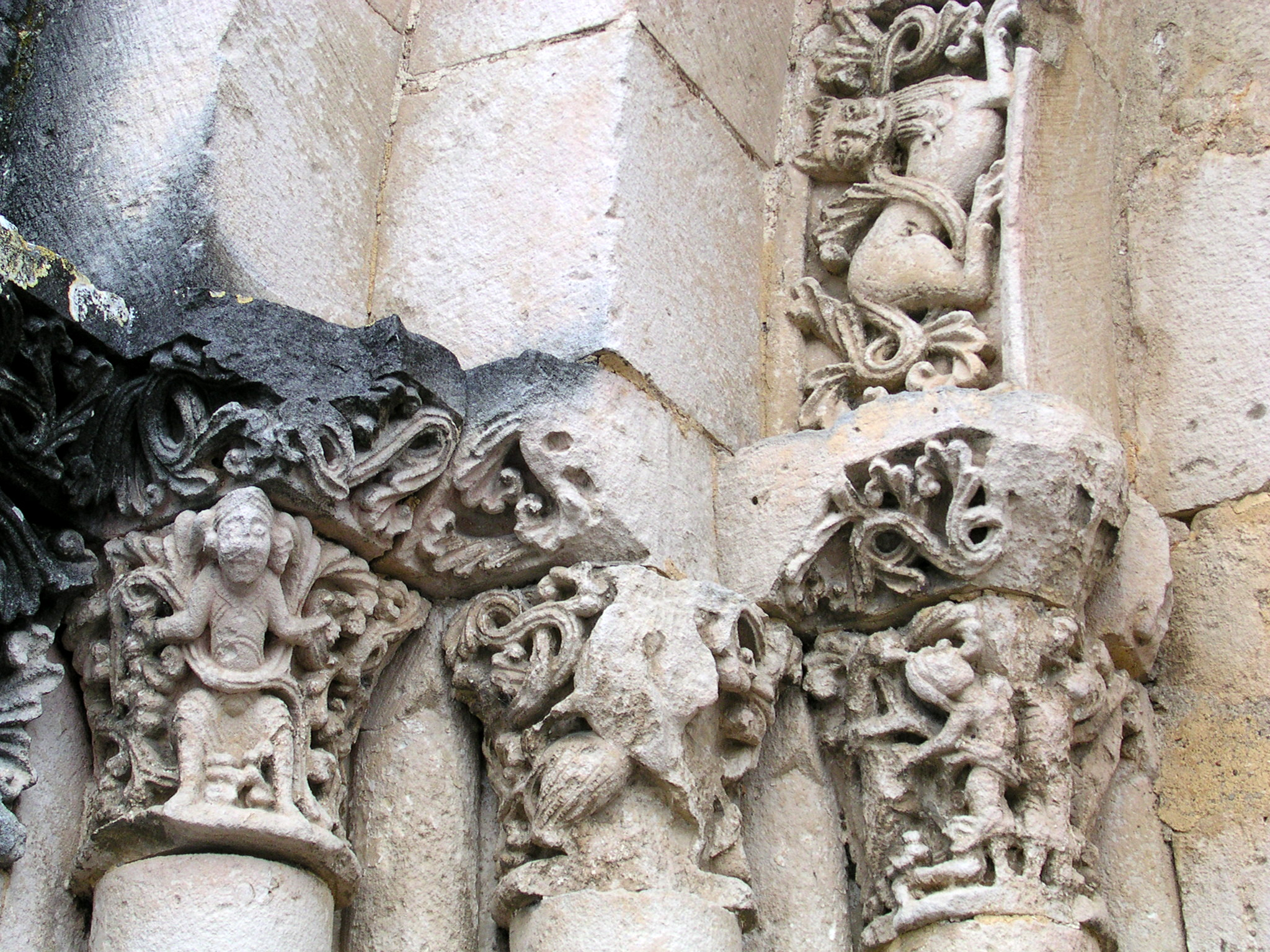
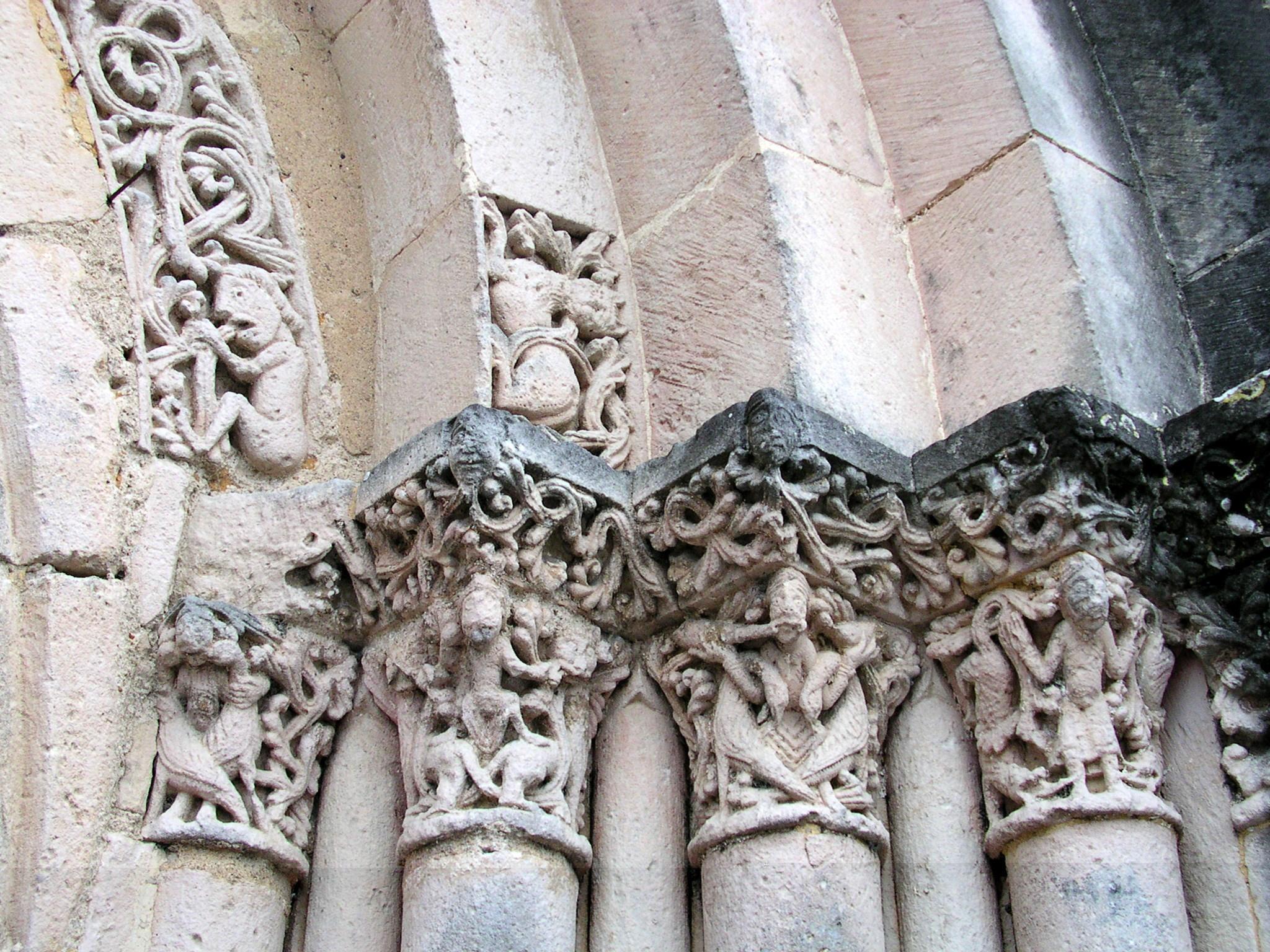
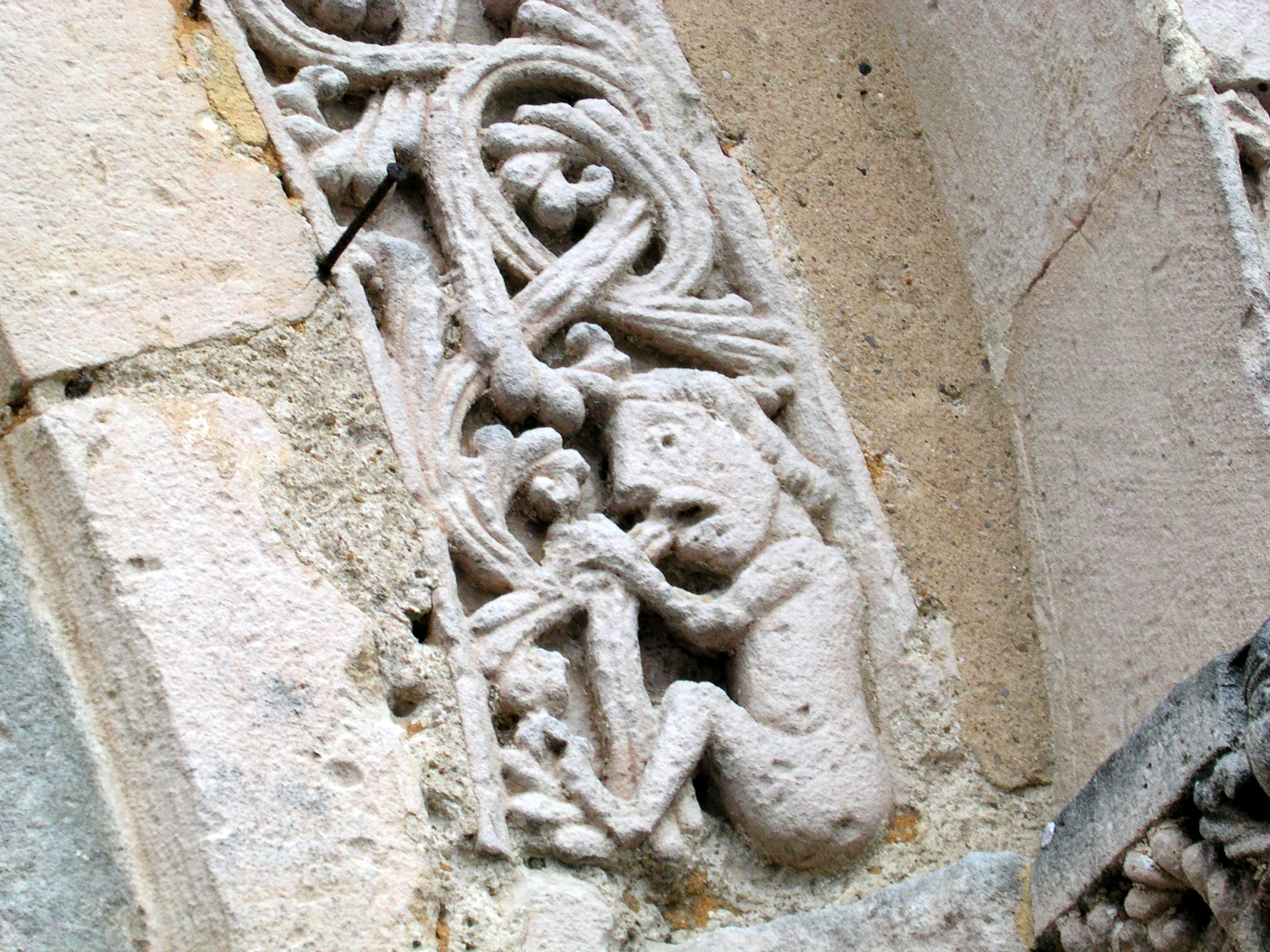

La frise
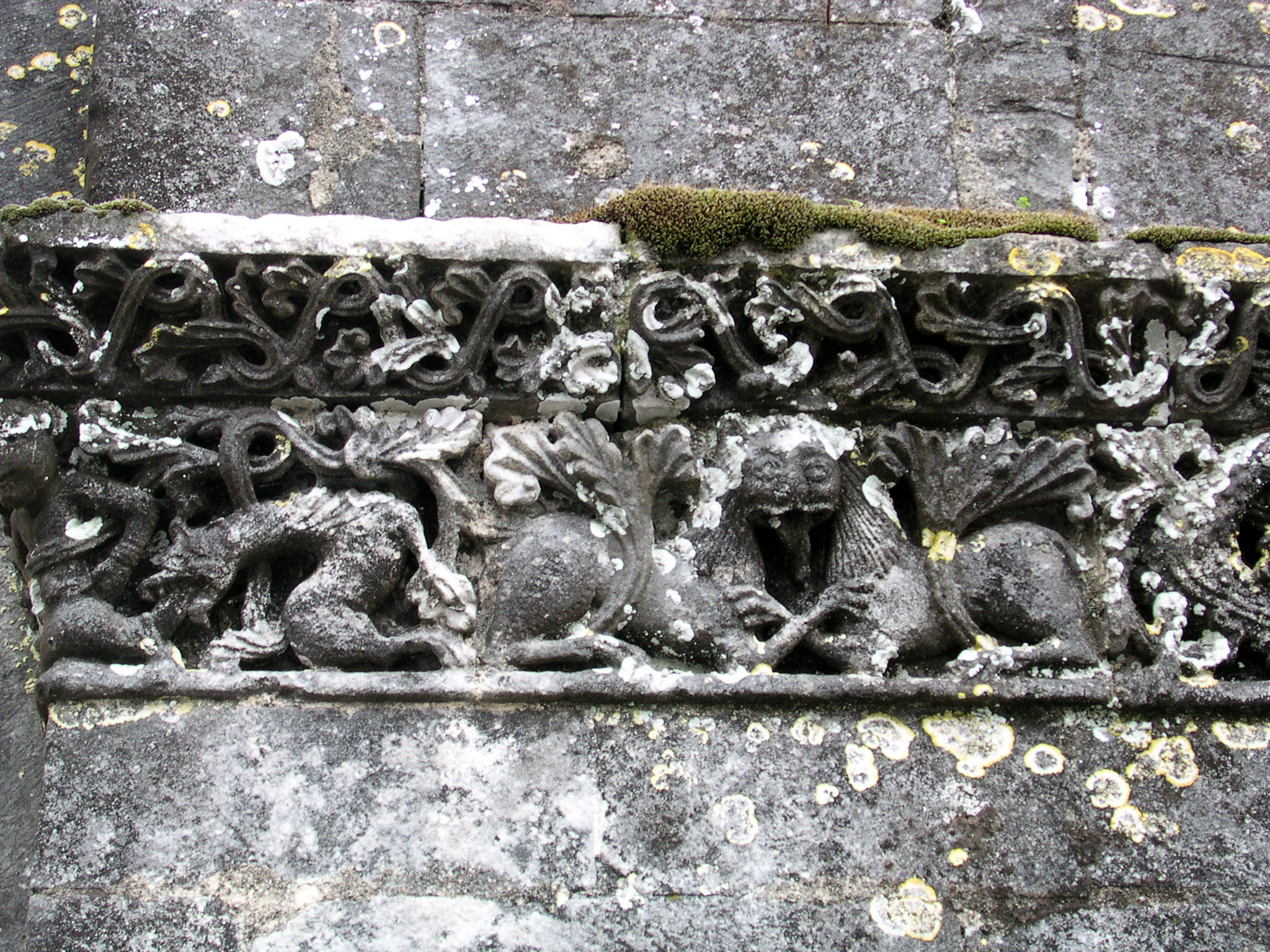
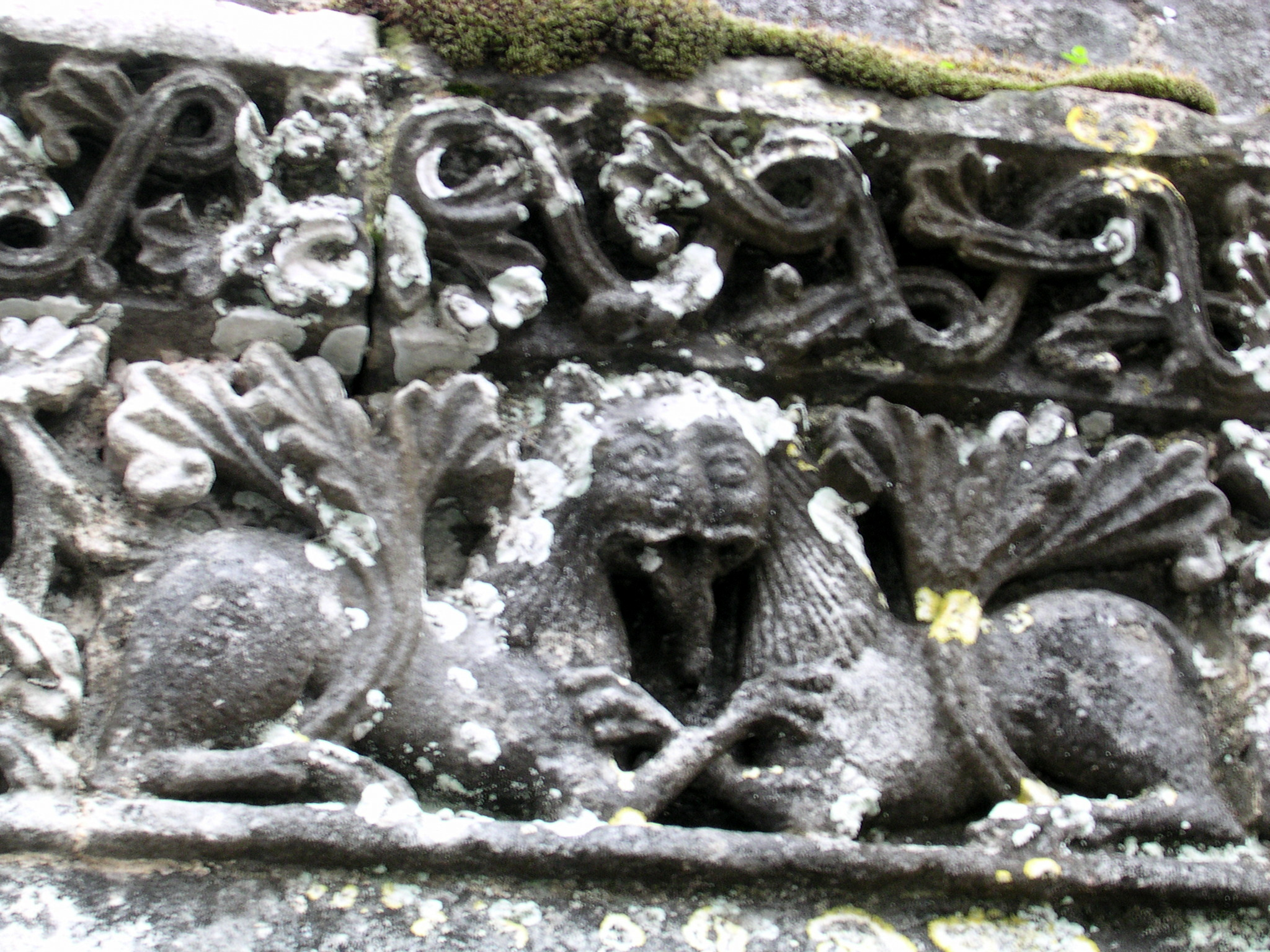
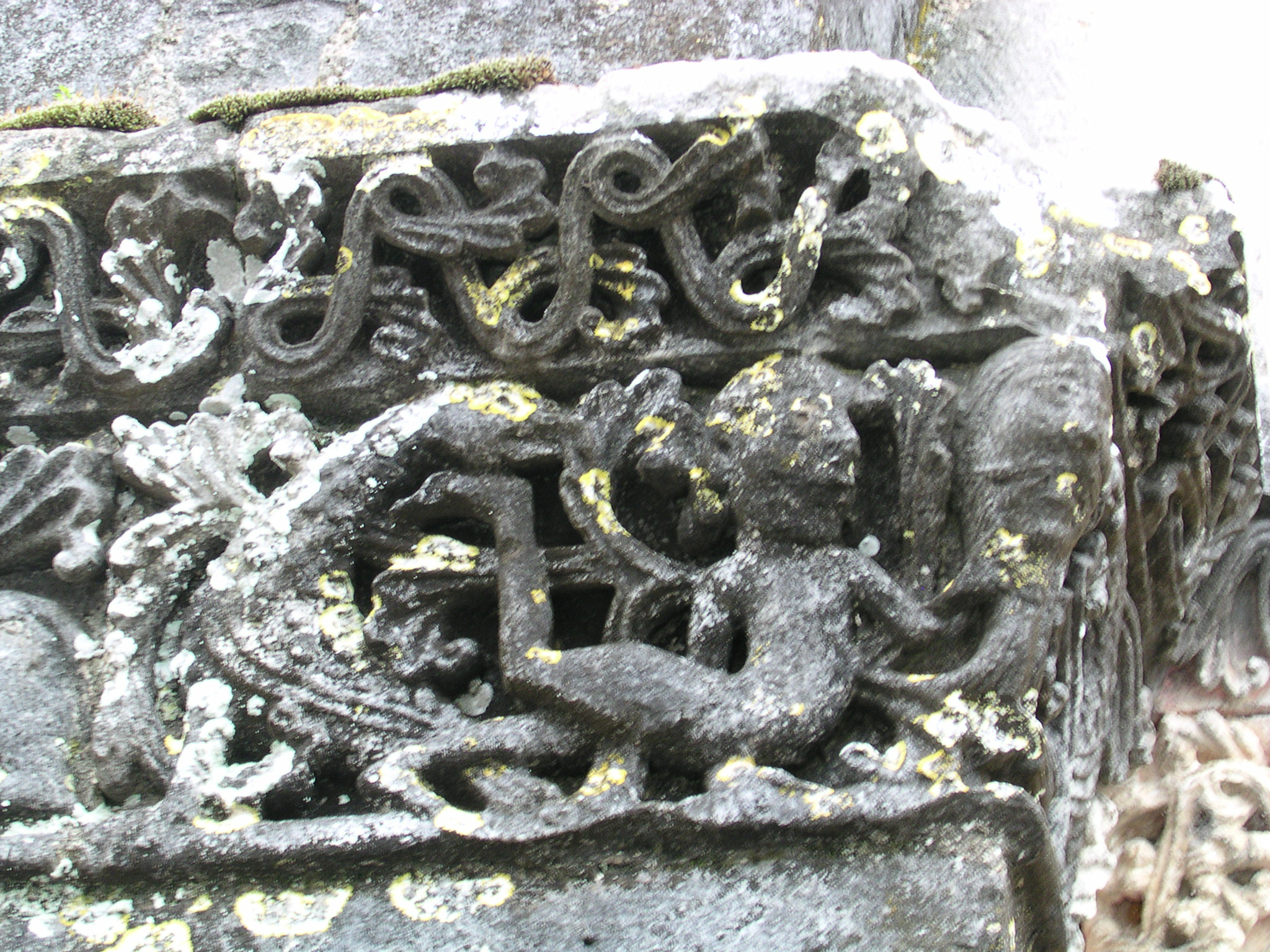
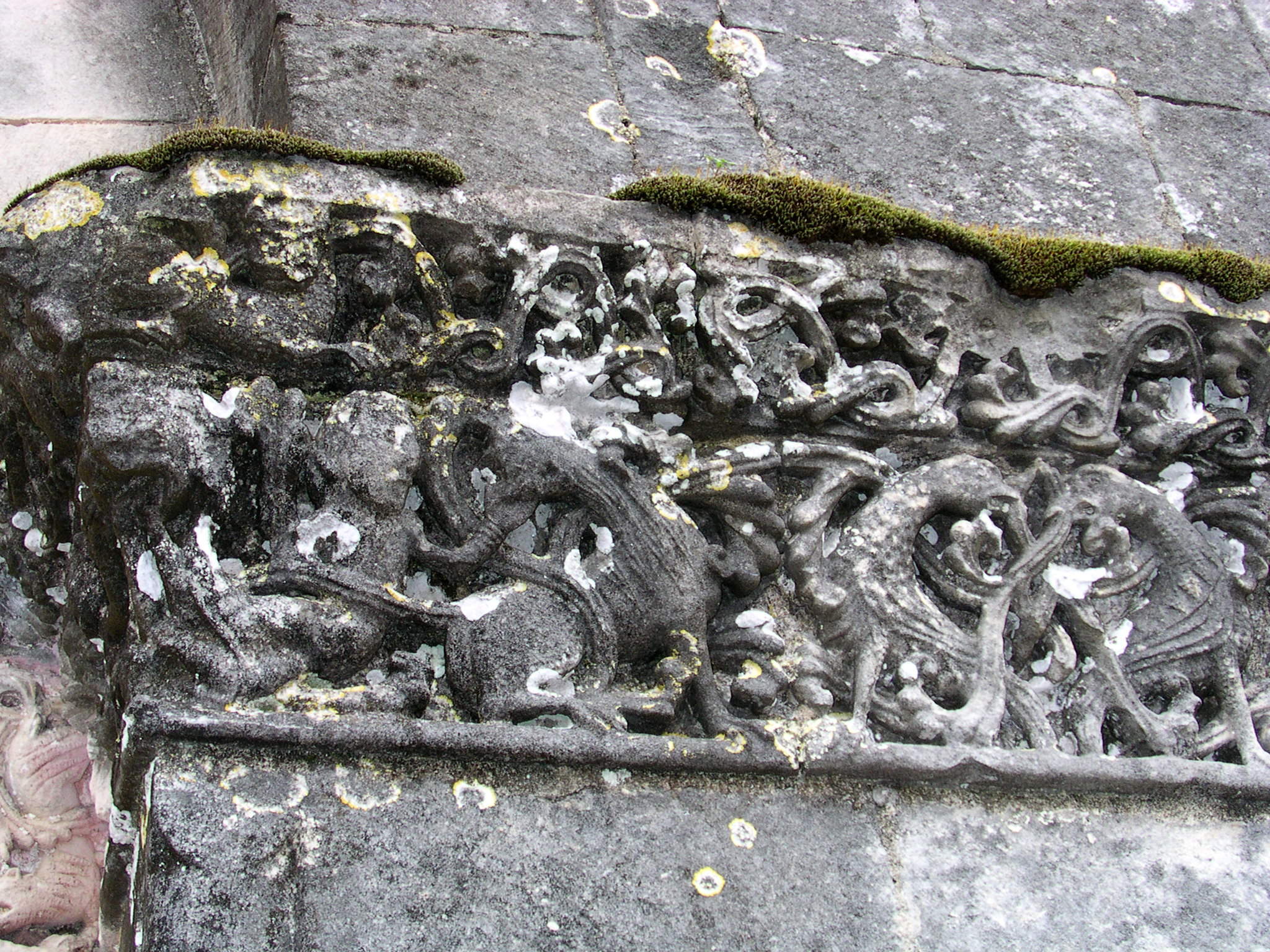

L’église conserve un important mobilier décoratif du XVIIe siècle à la suite de l'agrandissement.
- Le tableau Les disciples d’Emmaüs : le tableau, de forme octogonale, est consacré à l’une des scènes les plus populaires des christophines (les manifestations et apparitions de Jésus-Christ, en forme humaine, après sa résurrection). La toile représente un extrait de l'épisode biblique (Évangile de Luc, chapitre 24, versets 13 à 35). : Le jour de la Résurrection, deux disciples se rendent à Emmaüs, petite bourgade proche de Jérusalem. Portant l’habit de pèlerin, Jésus les rejoint, et il marche avec eux. Le soir, il partage leur repas. Il rompt alors le pain, et c’est seulement à ce geste que les disciples reconnaissent le Christ, qui disparaît.

- La statue de saint Vincent : la sculpture en bois polychrome représente saint Vincent vêtu d’une robe à capuche serrée par un cordon. L’iconographie du saint privilégie habituellement une tenue plus cérémonieuse, correspondant à sa fonction de diacre. La statue est placée dans le chœur, avec en pendant une représentation de saint Laurent, patron secondaire de la paroisse.

- La croix de cimetière, qui date du XVe siècle a été classée[2] le 20 décembre 1907.

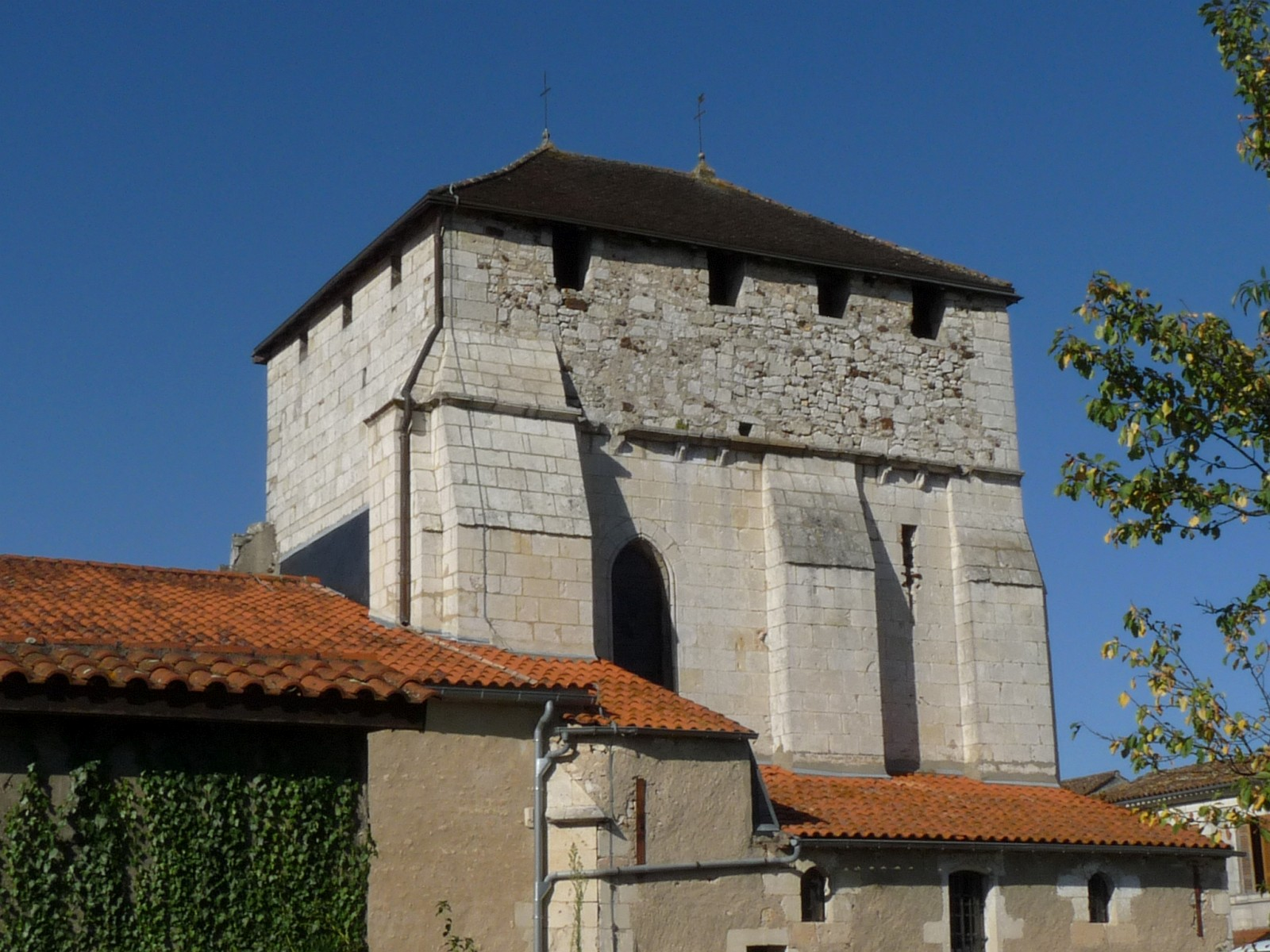
Le clocher
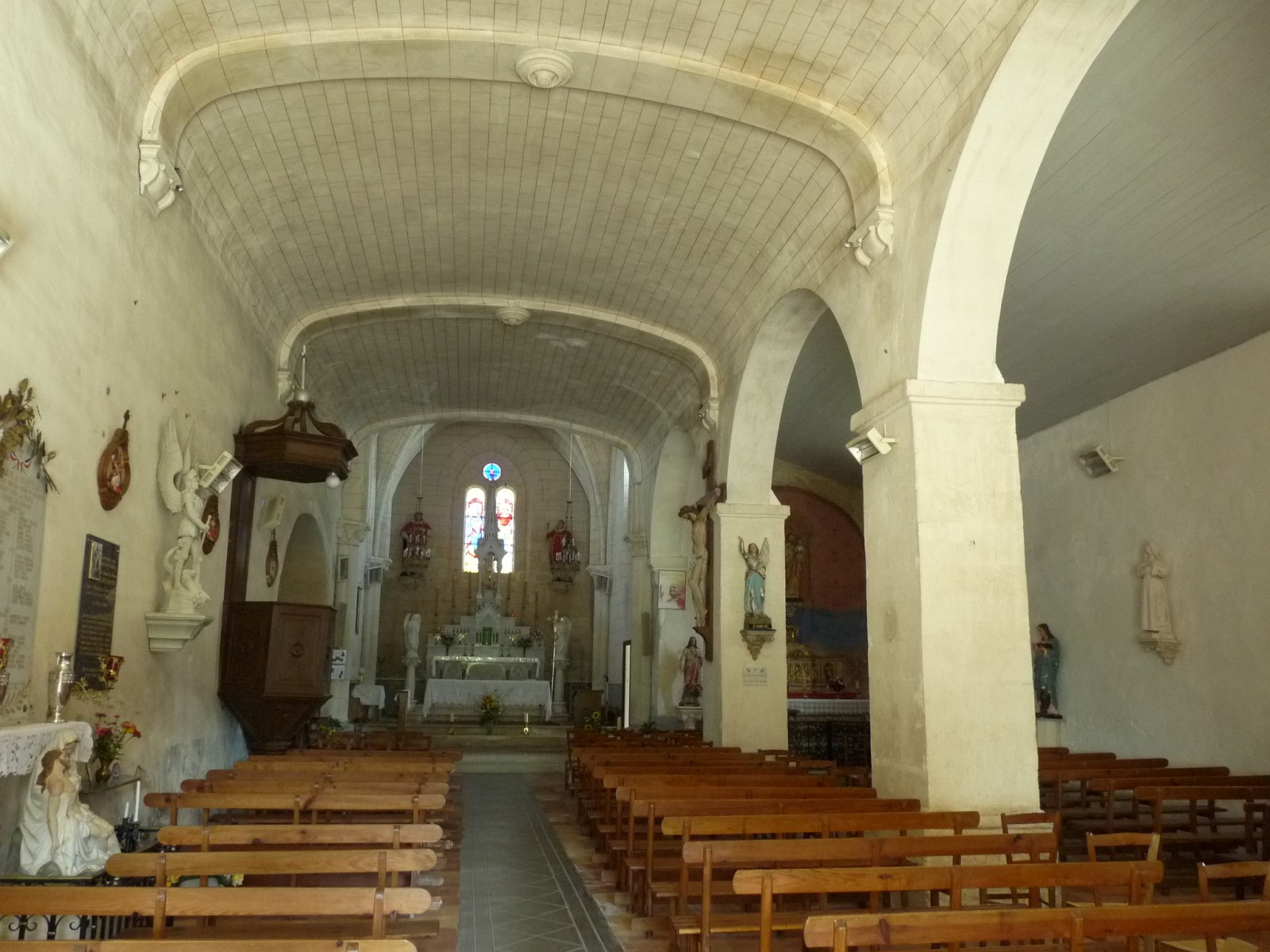
La nef
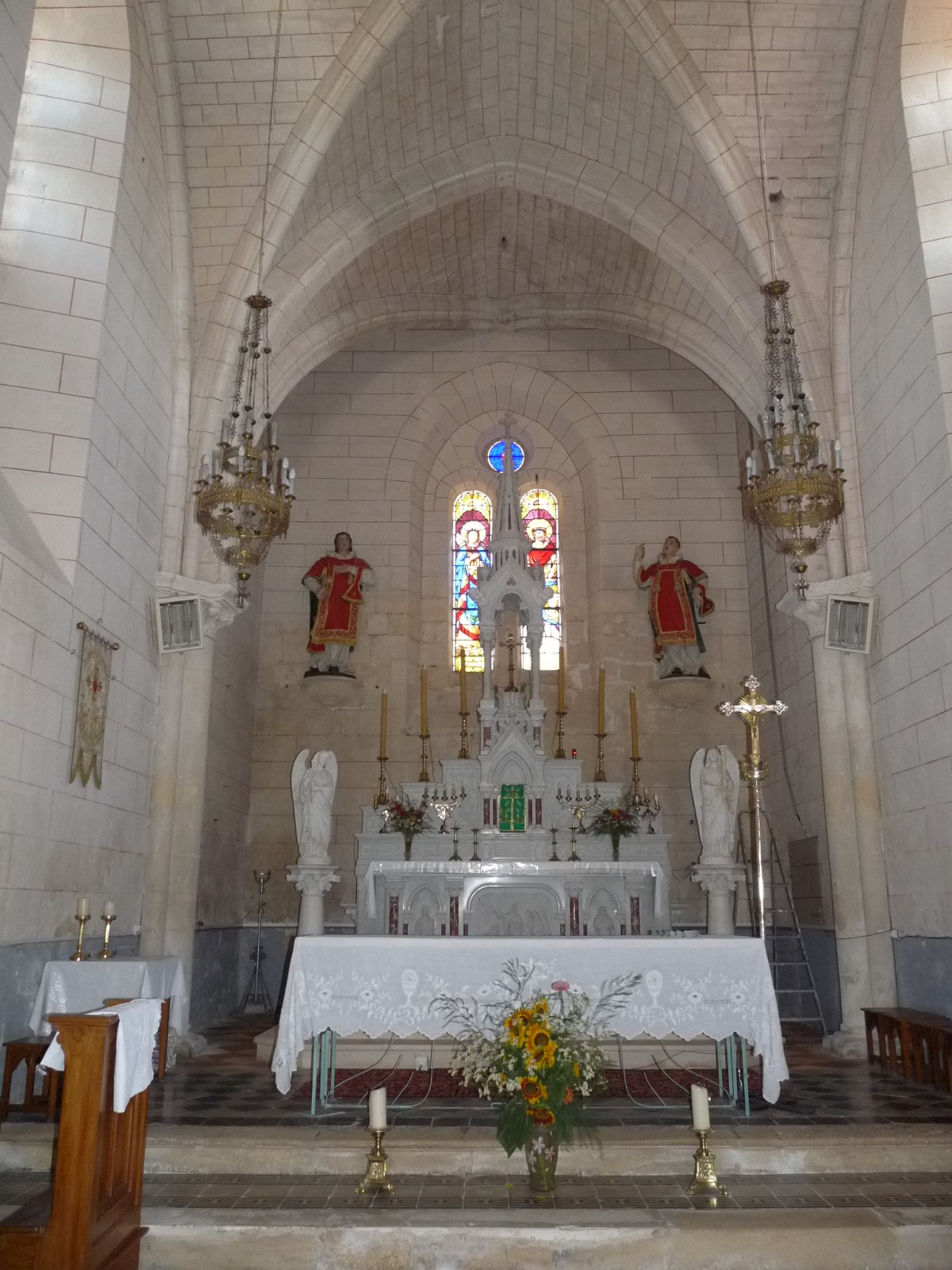
Le sanctuaireAutel offert par la famille TOUZEAU - GUILLORIT le 5 août 1929
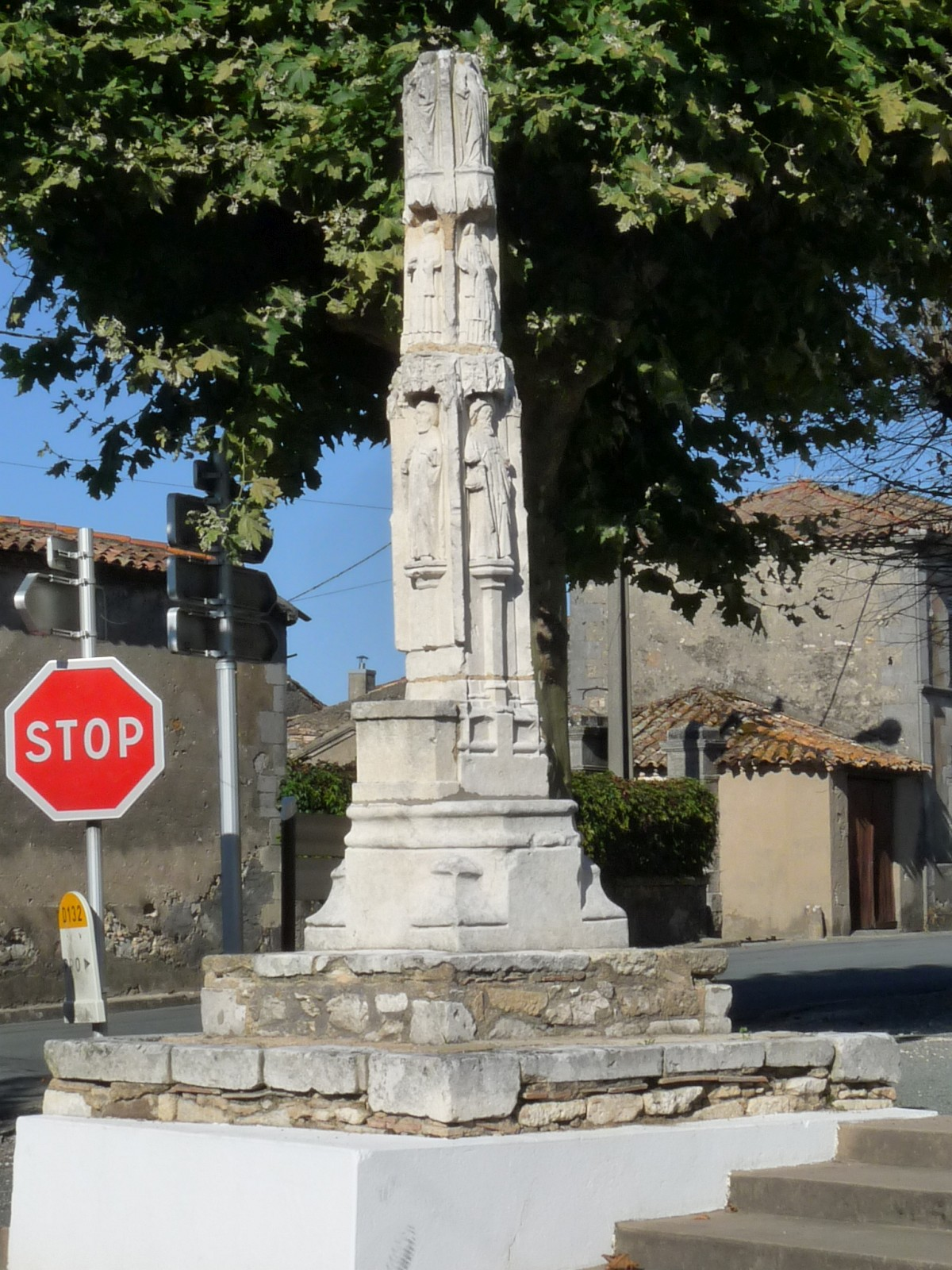
Croix de cimetière